# 驱张运动 (张敬尧)
驱张运动是北洋政府時期湖南省各界發起的驅逐张敬尧的運動。

## 背景
1918年3月，直皖联军击败湘桂联军，赶走了驻湖南的湘桂联军司令谭浩明。皖系军阀张敬尧率兵进入湖南，出任湖南督军兼湖南省省长。不過他的統治令湖南人不滿。

## 導火索
1919年11月26日，长沙学生纠察队和店员工人在小吴门火车站查出大量日货，大家要求马上焚燒。不過张敬尧下令保护日货。12月2日，學生和工人又举行焚燒日货示威游行，但遭到张敬尧的弟弟张敬汤的鎮壓。当天晚上，毛泽东和新民学会会员和湖南省學生聯合會认为张敬尧横蛮残暴，具有被驅逐的群众基础；直皖两系军阀之間存在矛盾，可以利用軍閥間的矛盾驅逐张敬尧。毛澤東等人最終决定发动湖南全省学校罷課，推翻张敬尧在湖南省的統治。

## 過程
1919年12月6日，湖南省學生聯合會发布“张毒一日不去湘，学生一日不返校”的驱张宣言。长沙所有专门学校、中学、师范和一部分小学宣佈罷課。随后包括毛泽东在內的新民学会会员和学联人士约集教育界部分人士开会，决定由各校派学生代表二人组成驱张代表团，分赴北京、上海、广州、衡阳、郴州、常德等地作请愿活动，爭取全國支持罷免张敬尧。

### 毛澤東的活動
1919年12月18日，毛澤東等30多人抵達北京，遊說中华民国国会的國會議員支持驅逐张敬尧。
1920年1月28日，毛澤東和全体赴京驱张代表及部分北京学生在新华门和中华民国国务总理靳云鹏私宅请愿示威，要求靳云鹏一周內給予是否罷免张敬尧的答覆。
1920年2月4日，毛泽东等6位代表以一周期满，要求靳云鹏給予答覆，并再次举行示威游行。
1920年4月11日，毛泽东离开北京去上海。在上海期間，他住在哈同路民厚南里29号（今安义路63号），參與驱张刊物《天问》的编辑工作，并為7月4日发行的《天问》第23号撰写了《湖南人民的自决》一文。

### 吴佩孚出兵
赴衡阳的代表团多次组织数千群众向位於衡阳的直系军阀吴佩孚请愿，要求吴出兵赶走张敬尧。吴佩孚決定在不等北洋政府的批准下，便开始出兵赶走张敬尧。1920年5月25日，吴佩孚率军向北进发，乘船由衡阳顺湘江北上，击败张敬尧的下屬將領吴新田和田树勋。6月11日，张敬乘轮船逃走。6月12日，譚延闓、赵恒惕率军进入长沙。譚延闓出任省长，赵恒惕任湘军总司令。驱张运動結束。